# لیوویل ۲۶۹۶۰
سیارک ۲۶۹۶۰ (به انگلیسی: 26960 Liouville، نامگذاری:1997NE3) بیست و شش هزار و نهصد و شصتمین سیارک کشف شده‌است که در ۸ ژوئیه ۱۹۹۷ کشف شد.